# Laboratoire d'Informatique de Grenoble
El Laboratoire d'Informatique de Grenoble (LIG, Laboratorio de Informática de Grenoble) es un extenso laboratorio de investigación en Ciencias de la Computación situado en Grenoble, Francia. Fue creado el 1.º de enero de 2007 como resultado de la unión de 24 grupos de investigación del antiguo Instituto IMAG y del INRIA de Rhône-Alpes.
El LIG está formado por unas 500 personas:
- 41% de estudiantes de doctorado
- 26% de docentes-investigadores
- 14% de pos-doctorandos, invitados y contratados
- 10% de investigadores full-time
- 9% de asistentes administrativos y técnicos.

## Áreas de investigación
La investigación en el LIG cubre un muy amplio rango de dominios de Ciencias de la Computación. Algunos tópicos, a modo de ejemplo, son Ingeniería de Software, Métodos Formales, Multimedia, Procesamiento de Lenguajes Naturales, Bases de datos, Representación del conocimiento, Sistemas de Información Geográfica, Realidad virtual, Sistemas multi-agente, Sistemas Distribuidos, Sistemas de Información, Computación Cuántica, Teoría de Tipos, etc.